# Rhyparus gracilis
Rhyparus gracilis är en skalbaggsart som beskrevs av Gilbert John Arrow 1905. Rhyparus gracilis ingår i släktet Rhyparus och familjen Aphodiidae. Inga underarter finns listade i Catalogue of Life.